# François de Malherbe
François de Malherbe (Caen, 1555 - Paris, 16 de outubro de 1628), foi um poeta francês, dissidente da Pléiade.

## Vida
Poeta laureado de 1605 a 1628, sua evolução da magnificência à sobriedade reflete a passagem do gosto barroco ao clássico, levando a poesia a um grande despojamento. Sua influência foi considerável na poesia francesa.
Embora não tenha escrito um tratado de arte poética, uma doutrina foi extraída de suas obras, de suas anotações em sua cópia dos poemas de Philippe Desportes e das observações orais relatadas por seus contemporâneos.

## Trabalhos
Malherbe exerceu, ou pelo menos indicou ter exercido, um grande e duradouro efeito sobre a literatura francesa, embora não exatamente um efeito totalmente benéfico. Da época de Malherbe data o desenvolvimento gradual das regras poéticas do "Classicismo" que dominaram por quase dois séculos até os românticos. A tendência crítica e restritiva de Malherbe, que pregava maior perfeição técnica, e especialmente maior simplicidade e pureza no vocabulário e versificação, foi uma correção sóbria à importação e inovação luxuriante de Pierre de Ronsard e La Pléiade, mas as linhas de elogio de Nicolas Boileau-Despréaux começando Enfin Malherbe vint ("Finalmente Malherbe chegou") são tornadas apenas parcialmente aplicáveis pela ignorância de Boileau da poesia francesa mais antiga.
O caráter pessoal de Malherbe, cujos escritos demonstram uma sagacidade que estava longe de ser amável; o lado bom e o lado ruim da teoria e prática de Malherbe são excelentemente descritos por seu contemporâneo e rival Mathurin Régnier, que foi animado contra Malherbe, não apenas por causa de sua própria devoção a Ronsard, mas por causa da descortesia de Malherbe para com o tio de Régnier, Philippe Desportes, a quem o poeta normando a princípio plagiou claramente.
As reformas de Malherbe ajudaram a elaborar o tipo de verso necessário para a tragédia clássica, mas sua própria obra poética é escassa e em sua maior parte frígida e sem inspiração. A bela Consolation à M. du Perrier sur la mort de sa fille, na qual ocorre a famosa linha - Et, rose, elle a vécu ce que vivent les roses (Sendo rosa, viveu o que vivem as rosas) - as odes a Maria de 'Medici e a Luís XIII, são as mais lembradas de suas obras.
Sua obra em prosa é muito mais abundante, não menos notável pelo cuidado com o estilo e a expressão, e de maior valor positivo. Consiste em algumas traduções de Lívio e Sêneca, e em um grande número de cartas interessantes e admiravelmente escritas, muitas das quais são endereçadas a Peiresc. Também contém um comentário muito curioso sobre Desportes, no qual o estilo minucioso e contundente de crítica verbal de Malherbe é exibido em grande escala.
Os dois discípulos mais importantes de Malherbe foram François Maynard e Honorat de Bueil de Racan; Claude Favre de Vaugelas é creditado por ter purificado a dicção francesa mais ou menos na mesma época.

## Publicações
- Les Larmes de sainct Pierre (1587, éd. de 1596)

Odes
- Au roi, sur la prise de Marseille: Première ode
- À la reine, pour sa bienvenue en France (1600)
- Sur l’attentat commis en la personne du roi, 19 de dezembro de 1605
- Au roi, sur l’heureux succès du voyage de Sedan
- À la reine, sur les heureux succès de sa régence
- À la reine, pendant sa régence
- Pour le roi, allant châtier la rébellion des Rochellois, et chasser les Anglais qui en leur faveur étaient descendus en l’île de Rhé
- Le Bouquet des fleurs de Sénèque

Stances
- Dessein de quitter une dame qui ne le contentait que de promesses
- Consolation à Caritée sur la mort de son mari (1599)
- Consolation à M. du Perrier sur la mort de sa fille (1599)[4]
- Prosopopée d’Ostende
- Aux ombres de Damon
- Paraphrase du psaume VIII
- Pour les pairs de France, assaillants au combat de barrière
- Prière pour le roi Henri le Grand, allant en Limozin
- Aux dames, pour les demi-dieux marins conduits par Neptune
- Pour M. le duc de Bellegarde, à madame la princesse de Conti: « Dure contrainte de partir »
- La Renommée au roi Henri le Grand, dans le ballet de la reine
- Ballet de Madame. De petites nymphes, qui mènent l’Amour prisonnier au roi
- Vers funèbres sur la mort de Henri le Grand
- À la reine, mère du roi, pendant sa régence: « Objet divin des âmes et des yeux »
- Paraphrase du psaume CXXVIII (1614)
- Sur le mariage du roi et de la reine
- Sur la guérison de Chrysante
- « Louez Dieu par toute la terre »
- « Quoi donc! ma lâcheté sera si criminelle »
- Paraphrase du psaume CXLV
- (Autres édition: Victoire de la constance)

Canções
- « Qu'autres que vous soient désirées »
- « Mes yeux, vous m'êtes superflus » (Pour M. de Bellegarde, 1616)
- « C'est assez, mes désirs, qu'un aveugle penser »
- « C'est faussement qu'on estime »
- « Est-ce à jamais, folle Espérance »
- (outra edição: « Sus, debout, la merveille des belles! »)
- (outra edição: Chanson chantée au ballet du triomphe de Pallas

Sonetos
- À Rabel, peintre, sur un livre de fleurs
- À madame la princesse douairière Charlotte de la Trimouille
- Au roi: « Je le connais, Destins, vous avez arrêté »
- Au roi: « Mon roi, s’il est ainsi »
- À M. de Flurance, sur son livre de l’art d’embellir
- Sur l’absence de la vicomtesse d’Auchy: « Quel astre malheureux ma fortune a batie »
- Pour la vicomtesse d’Auchy: « Il n’est rien de si beau que Caliste est belle » (1608)
- Pour la vicomtesse d’Auchy: « Beauté de qui la grâce étonne la nature » (1608)
- Sur l’absence de la vicomtesse d’Auchy: « Beaux et grands bâtiments d’éternelle structure »
- Sur l’absence de la vicomtesse d’Auchy: « Caliste, en cet exil j’ai l’âme si gênée »
- À la vicomtesse d’Auchy: « C’est fait, belle Caliste, il n’y faut plus penser »
- Au roi: « Quoi donc! c’est un arrêt qui n’épargne personne »
- À monseigneur le dauphin, depuis Louis XIII
- Épitaphe de mademoiselle de Conti, Marie de Bourbon
- Au roi, pour le premier ballet de monseigneur le Dauphin
- Au roi, après la guerre de 1621 et 1622, contre les huguenots
- Au roi: « Qu’avec une valeur à nulle autre seconde »
- Sur la mort du fils de l'auteur
- Sur la mort d’un gentilhomme qui fut assassiné